# Что случилось с Бэби Джейн?
«Что случилось с Бэби Джейн?» (англ. What Ever Happened to Baby Jane?, 1962) — психологический триллер с элементами гиньоля, снятый режиссёром Робертом Олдричем по одноимённому роману Генри Фаррелла, с участием «оскароносных» легенд классического Голливуда — Бетт Дейвис и Джоан Кроуфорд.
Премьера состоялась 26 октября 1962 года в Нью-Йорке, а 31 октября фильм вышел в широкий прокат. Во Франции премьера фильма состоялась в мае 1963 года в рамках конкурсной программы Каннского фестиваля. Успех картины в прокате (бюджет окупился в 10 раз) породил в Голливуде недолгое увлечение т. н. геронтологическим триллером (hagsploitation).

## Сюжет
В 1917 году белокурая девочка Джейн Хадсон с успехом выступает на сценах водевиля. Её популярность и очарование огромны настолько, что по её подобию даже выпускаются куклы, а отец Джейн потакает всем её капризам. В то же время её никому неизвестная сестра, брюнетка Бланш, получает от отца только тумаки и таит обиду на сестру, любившую поиздеваться над ней. К 1935 году, когда сёстры Хадсон работают в Голливуде, ситуация кардинально меняется: никем ранее не замеченная тихоня Бланш становится известной кинозвездой, в то время как Джейн к тому моменту известна уже отнюдь не своим звёздным детством и детским обаянием, а скандальными выходками и непристойным поведением на съёмочных площадках. В кино ей позволяют сниматься только потому, что одно из требований контракта Бланш гласит, чтобы за каждый фильм с участием Бланш студия снимала фильм с Джейн в какой-нибудь роли. Но при этом качество актёрской игры Джейн до того оставляет желать лучшего, что один из режиссёров, снявший её в своём фильме, предрекает: когда-нибудь Джейн Хадсон закончит свою жизнь в психушке. В один из таких дней поздно вечером сёстры Хадсон возвращаются домой с вечеринки на машине. Машина останавливается перед воротами, одна из сестёр выходит из кабины и идёт к воротам, чтобы их отпереть, а другая же тем временем нажимает на педаль газа, опускает рычаг и газует вперёд. Машина врезается в ворота, после чего слышится истерический плач.
В 1962 году сёстры Хадсон живут уединённо в Лос-Анджелесе в роскошном особняке. Бланш после того инцидента прикована к инвалидному креслу, но, несмотря на это, она сумела сохранить красивую внешность и продолжает быть популярной, так как фильмы с её участием активно транслируются по местному телевидению. Джейн же, наоборот, физически почти здорова, но превратилась в неряшливую алкоголичку, одевающуюся, как маленькая девочка, а её имя уже давно кануло в лету. Из-за этого Джейн озлоблена на весь мир до такой степени, что даже родной сестре делает различные гадости (как, например, вскрывает письма от поклонников, а потом выбрасывает их). Джейн испытывает некое удовольствие от мысли, что Бланш в какой-то степени зависима от неё (хотя живут они теперь именно на накопления Бланш, в то время как в детстве их семья жила на те деньги, которые зарабатывала Джейн), и в то же время злится, что даже при таком раскладе она находится в её тени. Бланш же по каким-то личным причинам не испытывает из-за всего этого к сестре особой ненависти и даже любит её. Их домработница Элвайра, которая поддерживает контакты Бланш вне дома, настоятельно советует ей поместить Джейн в лечебницу, потому что той явно требуется психологическая помощь, но и здесь Бланш почему-то решает подождать с этим. А между тем Джейн слышит их разговор, делает неправильные выводы, и начинает против сестры открытую войну. Для начала она отпускает на отдых Элвайру, после чего отрезает в комнате сестры телефонную связь. Потом она убивает канарейку Бланш и подсовывает ей на поднос с завтраком, затем и мёртвую крысу, а когда Бланш выкидывает из окна записку соседке с просьбой позвонить знакомому психиатру, записку, конечно же, поднимает Джейн. Параллельно Джейн решает возобновить свою сценическую карьеру (поскольку от денег Бланш уже почти ничего не осталось) и даёт в газете объявление о поиске аккомпаниатора, на которое откликается молодой пианист Эдвин Флагг, давно мечтающий вырваться из-под опеки надоевшей ему матери.

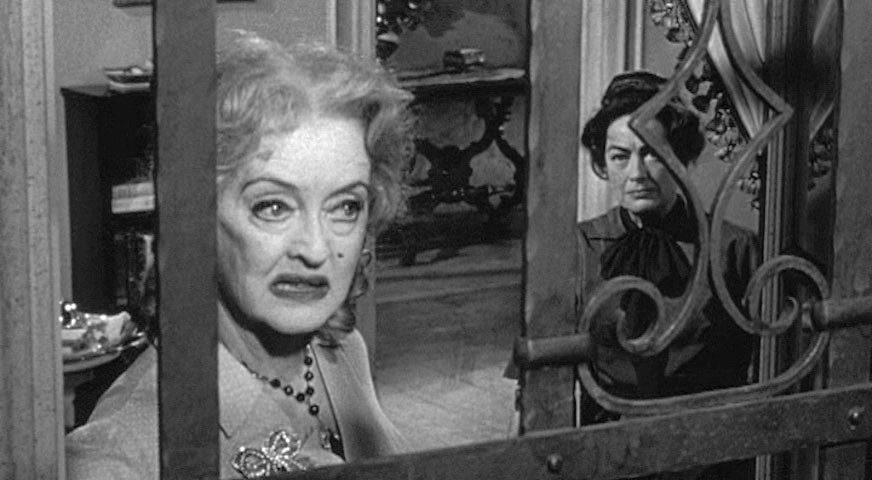
Бетт Дейвис в роли Джейн и Джоан Кроуфорд в роли Бланш

Встретившись с Джейн, он тоже поначалу принимает её за ненормальную, но потом, услышав и увидев, как она поёт и танцует, меняет своё мнение на противоположное. Через какое-то время он уходит, а Джейн отправляется в магазин за новым костюмом. Тогда Бланш выезжает из своей комнаты, слезает с инвалидного кресла и, опираясь на перила, спускается в холл к телефону и звонит их знакомому доктору. Однако Джейн к тому моменту возвращается домой, избивает сестру до потери сознания, после чего звонит тому же доктору и, имитируя голос Бланш, сообщает, что они больше не нуждаются в его услугах. В дом сестёр Хадсон приходит Элвайра, но Джейн не пускает её и выдаёт расчёт. Элвайре это кажется очень подозрительным и она, дождавшись ухода Джейн, проникает в дом и пытается вскрыть дверь в спальню Бланш. Неожиданно вернувшаяся Джейн пытается её выгнать, но Элвайра грозит полицией и Джейн пугается и даёт ей ключи. Войдя, Элвайра видит Бланш, привязанную к кровати, а Джейн берёт молоток (которым Элвайра пыталась вскрыть дверные петли) и бьёт им Элвайру. Вечером Эдвин приходит к дому, но Джейн пьяна и не решается впустить его. После его ухода она тайком затаскивает тело Элвайры в машину и увозит его куда-то. На следующий день Эдвин конфликтует со своей матерью, которая советует ему не общаться с Джейн Хадсон, и здесь выясняются новые подробности той ночи, после которой Бланш стала калекой: когда полицейские приехали к их дому, они нашли у ворот разбитую машину и Бланш с повреждённым позвоночником. Джейн рядом не было и нашли её только спустя несколько дней в мотеле в компании незнакомого парня, причём Джейн была так пьяна, что не то что не могла вспомнить, где она с ним познакомилась, но даже не помнила саму аварию. Дело тогда замяли по просьбе Бланш. Вечером в дом сестёр Хадсон звонит полиция и спрашивает Джейн об Элвайре, потому что ту ищут родственники. Это вгоняет Джейн в панику, и она, поддавшись своему детскому поведению, бежит к Бланш и начинает рассказывать ей о дальнейших планах: они переедут жить на море, потому что там они жили в детстве, и у них снова «будут друзья». В ответ Бланш, к тому моменту уже сильно ослабленная от истощения, пытается сказать Джейн что-то про ту давнюю аварию, но та отказывается слушать её.
Через какое-то время полицейские приводят к ней в дом Эдвина, потому что он, будучи не совсем трезвым, гулял рядом с домом. В какой-то момент Бланш удаётся освободить одну руку, и она сбрасывает со столика настольную лампу, чем привлекает внимание Эдвина. Тот, несмотря на протесты Джейн, врывается в комнату и, увидев Бланш, от ужаса трезвеет и убегает. Чувствуя, что он донесёт на неё, Джейн затаскивает Бланш в машину и везёт к морю. Там, вытащив её на песок и сев рядом, Джейн любуется ночным видом моря и вспоминает вслух то время, когда они в детстве жили на море и как она танцевала на песке, собирая вокруг себя толпу. Наступает утро, по радио передают, что Бланш была насильно вывезена Джейн в неизвестном направлении. Джейн резвится, как маленькая девочка, Бланш же почти при смерти лежит на песке, но на них никто не обращает внимания. Бланш снова заводит разговор про аварию и, хотя Джейн не хочет её слушать, не останавливается: в ту ночь не Джейн, как многие думали, сидела за рулём, а Бланш. На вечеринке, с которой они возвращались, Джейн так напилась, что не могла сесть за руль, но при этом она сильно оскорбила Бланш. И когда Джейн пошла отпирать ворота, внутри Бланш всколыхнулась её детская обида на сестру и она нажала на газ, но Джейн отскочила в сторону и убежала. Бланш же от удара машины о железные ворота повредила позвоночник, но сумела вылезти из машины и доползла до ворот. Дело замяли, а Джейн, не запомнившая ничего из аварии, фактически была уверена, что это она сидела за рулём. Услышав всё это, Джейн скорее утвердительно, чем вопросительно, говорит: «Ты хочешь сказать, что всё это время мы могли бы быть подругами?» Затем она идет к пляжному бару за мороженым, где её замечают сидящие в соседнем кафе полицейские и останавливают. Одновременно люди на пляже, услышав её имя (из радиосообщения), собираются вокруг них. При виде этого у Джейн срабатывает давно забытый рефлекс: она в круге толпы, то есть в центре внимания. Забыв про всё на свете, Джейн начинает танцевать, как делала это в детстве. Полицейские замечают Бланш и бегут к ней, но Джейн никак не реагирует на это, потому что, кружась в бесконечных реверансах, наслаждается тем, чего ей так долго не хватало.

## В ролях
- Бетт Дейвис — Бэби Джейн Хадсон
  - Джули Оллред — Джейн в детстве
- Джоан Кроуфорд — Бланш Хадсон
  - Джина Гиллеспи — Бланш в детстве
- Виктор Буоно — Эдвин Флэгг
- Уэсли Эдди — Марти Макдональд
- Энн Бартон — Кора Хадсон
- Марджори Беннетт — Делия Флэгг
- Берт Фрид — Бен Голден
- Анна Ли — миссис Бэйтс
- Мэйди Норман — Эльвира Ститт
- Дэйв Уиллок — Рэй Хадсон
- Би-Ди Меррилл — Лиза Бэйтс
- Джеймс Сиэй — офицер полиции

## Производство
Съёмки начались 23 июля 1962 года и закончились 12 сентября. По замечанию Михаила Трофименкова, режиссёр «поставил злой эксперимент на двух пожилых звездах — Бэтт Дэйвис и Джоан Кроуфорд. В жизни они ненавидели друг друга, и Олдрич не отказал себе в садистском удовольствии дать им шанс вдоволь помучить друг друга на экране». Стилистическим и тематическим образцом для режиссёра служил «Бульвар Сансет» Билли Уайлдера.
Дом, представленный в фильме как особняк сестёр Хадсон, расположен по адресу 172 Сауф-Маккейден-Плэйс в парке Хенкок в Лос-Анджелесе, но внутренние сцены снимались в декорациях. Заключительная сцена на пляже была снята в Малибу, в том самом месте, где Роберт Олдрич производил съёмки финала своего фильма «Целуй меня насмерть» (1955). В одном из кадров можно увидеть на дальнем плане дом, который по сюжету был взорван. Бюджет фильма не позволял снять сцены, в которых Джейн едет в машине, традиционным для того времени способом, когда актёров сажали в декорацию кабины и снимали на фоне проекционного экрана с движущимся пейзажем. Вместо этого Бэтт Дэйвис по настоящему водила машину для этих сцен, в то время как оператор Эрнст Халлер располагался с камерой либо на заднем сидении, либо на одном из передних крыльев машины, чтобы получить нужные кадры. В 1987 году Дэйвис вспоминала, что произвела большущий фурор среди автомобилистов, когда снимались эти кадры.
Фрагменты фильмов, в которых якобы играют молодые Джейн и Бланш, являются фрагментами из реальных кинофильмов с молодыми Бэтт Дэйвис и Джоан Кроуфорд. В случае Дэйвис это «Парашютист» (1933) и «Экс-леди» (1933) (Дэйвис сама предложила шутки ради эти фрагменты, так как в контексте фильма они использованы для того, чтобы показать профнепригодность Джейн), и в случае Кроуфорд это «Сэйди Макки» (1934).
Бетт Дейвис лично руководила небольшой командой гримёров для создания грима Джейн. По её задумке Джейн никогда не мыла лицо и густо мазала его косметикой. Актриса хорошо умела работать с гримом и костюмами, тонко передавая через них состояние персонажа — в частности у Бэби Джейн в кульминации на пляже видно меньше морщин на лице по сравнению со всеми предыдущими сценами в доме и губы накрашены не так ярко: тем самым Дэйвис хотела показать, что в минуты радости Джейн показана зрителю именно такой, какой хочет, чтобы её видели окружающие. Для причёски Джейн Дэйвис использовала случайно найденный на студии «Warner Bros.» старый парик, который использовала для грима Джоан Кроуфорд в одном из своих ранних фильмов. Однако последняя не узнала его, так как стараниями Дэйвис парик был изрядно переделан.
Любопытную дочь соседки сыграла дочь Бетт Дейвис Барбра Мэрилл. Несмотря на то, что у них не было никаких совместных эпизодов в фильме, когда Мэрилл увидела Дэйвис первый раз в гриме Джейн, то шокировано сказала: «Ну мать, на этот раз ты зашла слишком далеко».

### Поединок двух актрис
Чтобы пробудить у публики интерес к фильму с участием звёзд прошлого, в материалах о нём всячески подчёркивалось, что неприязнь обеих актрис друг к другу сказывалась и во время съёмок. Так первые трения между двумя актрисами начались тогда, когда Бетт Дейвис установила на съёмочной площадке автомат с Кока-Колой. Джоан Кроуфорд, будучи вдовой владельца Пепси-Колы Альфреда Стила, решила, что та сделала ей это назло. Затем, во время постановки сцены, где Джейн пинает Бланш, Дэйвис так сильно ударила Кроуфорд, что той пришлось накладывать швы на раны. В ответ на это Кроуфорд, готовясь к съёмкам сцены, где Джейн тащит Бланш по полу, тайком от всех положила в карманы своего платья тяжёлый груз и в результате чего у Дэйвис под конец съёмки совсем заломило спину. И, наконец, Кроуфорд была очень недовольна тем, что именно Дэйвис за роль в этом фильме (в последний раз в карьере) номинировали на «Оскар».
Лепту в размолвку актрис внесла и сцена, где Джейн имитирует голос Бланш, разговаривая по телефону — Дэйвис, к её недовольству, так и не смогла сымитировать голос Кроуфорд, поэтому последняя переозвучила сцену при монтаже.

## Признание
В 2003 году Бэби Джейн Хадсон заняла 44-е место среди 50 лучших злодеев американского кино в списке Американского института киноискусства. Фильм также включён Стивеном Кингом в свой список 100 наиболее значительных картин жанра ужасов с 1950 по 1980 год. В 2021 году картина была признана национальным достоянием США, попав в Национальный реестр фильмов Библиотеки Конгресса.

### Награды и номинации
- 1963 — участие в конкурсной программе Каннского кинофестиваля.
- 1963 — премия «Оскар» за лучший дизайн костюмов для чёрно-белого фильма (Норма Кох), а также 4 номинации: лучшая женская роль (Бетт Дейвис), лучшая мужская роль второго плана (Виктор Буоно), лучшая операторская работа в чёрно-белом фильме (Эрнест Халлер), лучший звук (Джозеф Келли).
- 1963 — две номинации на премию «Золотой глобус» за лучшую женскую роль — драма (Бетт Дейвис) и за лучшую мужскую роль второго плана (Виктор Буоно).
- 1963 — номинация на премию Гильдии режиссёров США за лучшую режиссуру художественного фильма (Роберт Олдрич).
- 1964 — две номинации на премию BAFTA в категории «Лучшая иностранная актриса» (Джоан Кроуфорд и Бетт Дейвис).

## Наследие
Успех фильма дал зелёный свет другим проектам, которые были сняты или спродюсированы всё тем же Робертом Олдричем и в которых история закручивалась вокруг неуравновешенных женщин преклонных лет. Это фильмы «Тише, тише, милая Шарлотта» (1964) и «Что случилось с тётушкой Элис?» (1969). Фильм дал импульс к развитию поджанра геронтологического триллера (психо-бидди), к которому относятся так же фильмы «Смирительная рубашка» (1964) с Джоан Кроуфорд, «Что случилось с Хелен?» (1970) и «Кто прикончил тетю Ру?» (1971) с Шелли Уинтерс в главных ролях.
В 1991 году был снят телеремейк с участием двух реальных сестёр-актрис Ванессы и Линн Редгрейв. Ещё одна версия сюжета была снята для немецкого телевидения в 2002 году (Fahr zur Hölle, Schwester!).
Неприязнь актрис и закулисные интриги во время съёмок фильма легли в основу телесериала «Вражда» (2017). Роль Дейвис в нём исполнила Сьюзан Сарандон, а роль Кроуфорд — Джессика Лэнг.